# Vauclerc
Vauclerc is een gemeente in het Franse departement Marne (regio Grand Est) en telt 455 inwoners (1999). De plaats maakt deel uit van het arrondissement Vitry-le-François.

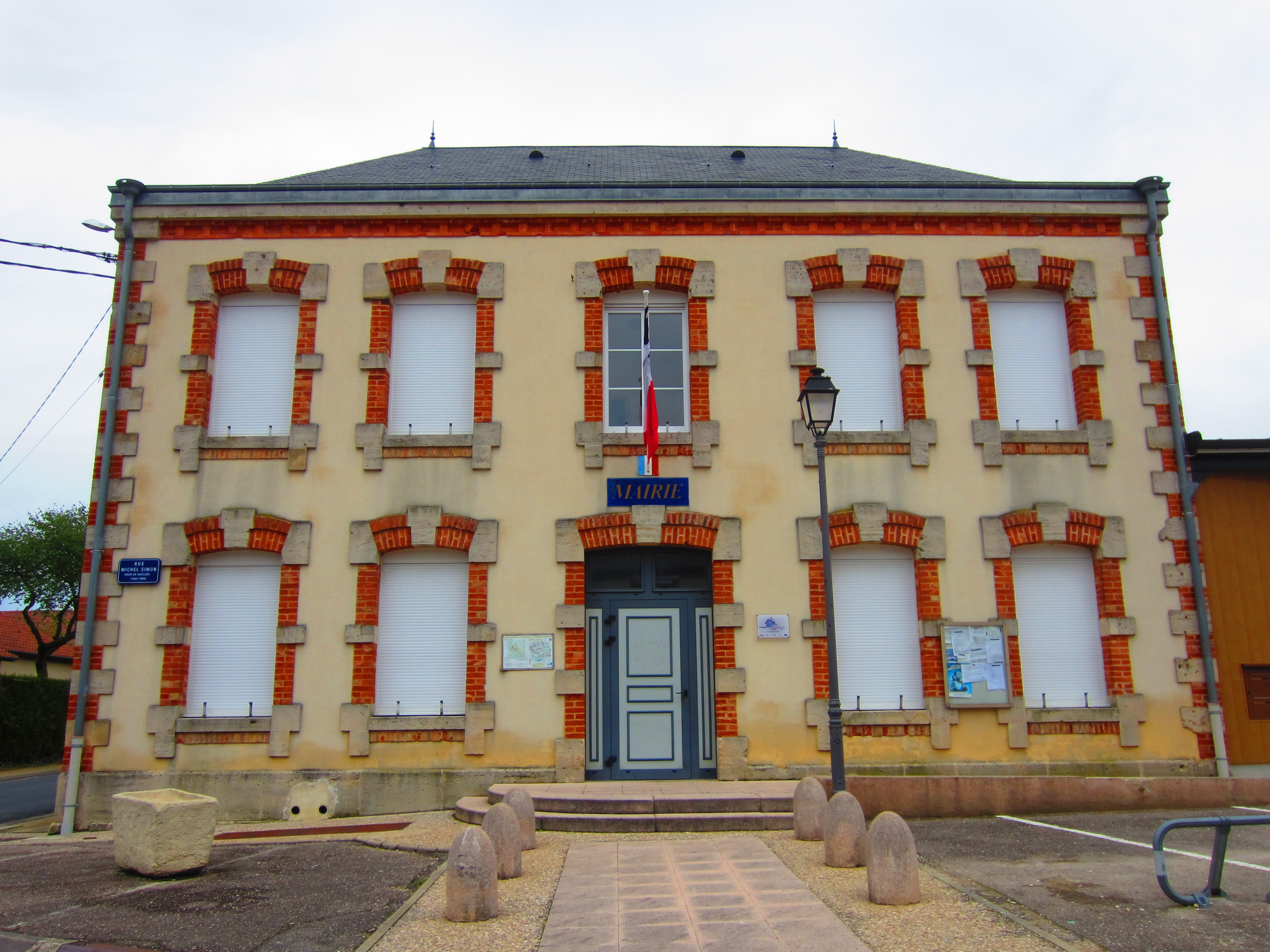
Gemeentehuis
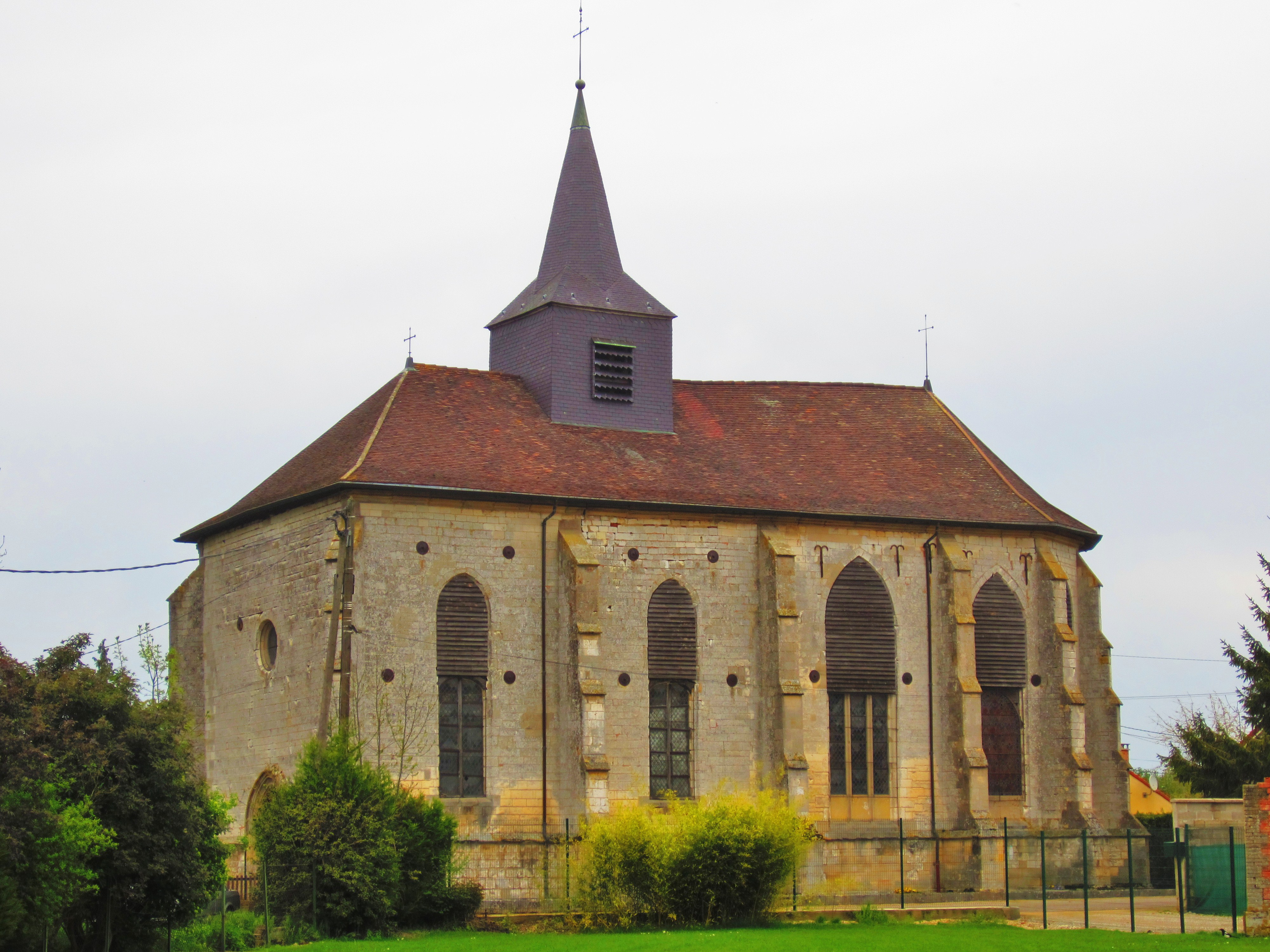
Kerk in Vauclerc

## Geografie
De oppervlakte van Vauclerc bedraagt 6,1 km², de bevolkingsdichtheid is 74,6 inwoners per km².
De onderstaande kaart toont de ligging van Vauclerc met de belangrijkste infrastructuur en aangrenzende gemeenten.

## Demografie
Onderstaande figuur toont het verloop van het inwonertal (bron: INSEE-tellingen).